# Project Blue Book
Projeto Livro Azul (em inglês:  Project Blue Book) foi um de uma série de estudos sistemáticos de objetos voadores não identificados (OVNIs) realizados pela Força Aérea dos Estados Unidos (USAF). Iniciou em 1952, e foi o terceiro estudo do tipo, seguindo os primeiros projetos: Sign (1947) e Grudge (1949). Uma ordem para encerrá-lo foi dado ao estudo em dezembro de 1969 e toda a atividade no seu âmbito cessou em janeiro de 1970. O projeto tinha duas metas: determinar se os OVNIs eram uma ameaça para a segurança nacional daquele país e analisar cientificamente dados relacionados com OVNIs.
Milhares de relatórios de OVNIs foram coletados, analisados e arquivados. Como resultado do Relatório Condon (1968), que concluiu que o estudo dos OVNIs não era susceptível de produzir grandes descobertas científicas, e de uma revisão do relatório  pela Academia Nacional de Ciências, o Projeto Blue Book foi encerrado em dezembro de 1969. A Força Aérea estadunidense forneceu o seguinte resumo de suas investigações:
- Nunca nenhum OVNI relatado, investigado e avaliado pela Força Aérea foi uma indicação de ameaça à segurança nacional;
- Não houve provas apresentadas ou descobertas pela Força Aérea de que os avistamentos classificados como "não identificado" representariam desenvolvimentos tecnológicos ou princípios além do alcance do conhecimento científico moderno; e
- Não havia nenhuma evidência indicando que os avistamentos classificados como "não identificado" eram veículos extraterrestres.[3]

No término do Projeto Blue Book, havia sido recolhido 12 618 relatos de OVNIs, e este concluiu que a maioria deles eram erros na identificação de fenômenos naturais (como nuvens, estrelas, etc) ou de aeronaves convencionais. De acordo com o Escritório Nacional de Reconhecimento uma série de relatórios poderia ser explicada por voos até então secretos dos aviões de reconhecimento U-2 e A-12. Uma pequena porcentagem (701) de relatos de OVNIs foram classificados como inexplicáveis, mesmo após uma análise dita  rigorosa. Os relatos de OVNIs foram arquivados e estão agora disponíveis sob a Lei da Liberdade de Informação, mas os nomes e outras informações pessoais de todas as testemunhas foram ocultados. Foram mais de 130 000 páginas desclassificadas que inicialmente foram disponibilizados para consulta nos Arquivos Nacionais em Washington, D.C.

## Projetos anteriores
Os estudos públicos de OVNIs da USAF foram iniciados pela primeira vez sob o Projeto Sign (em português: "Sinal") no final de 1947, depois de muitos relatos de OVNIs amplamente divulgados (ver Kenneth Arnold). O Projeto Sign foi iniciado especificamente a pedido do general Nathan Twining, chefe do Comando de Material da Força Aérea na Base Aérea Wright-Patterson. A mesma base que iria abrigar o Projeto Sign e todas as posteriores investigações públicas oficiais da USAF.
O projeto Sign foi oficialmente inconclusivo quanto à causa dos avistamentos. No entanto, de acordo com o capitão da Força Aérea dos EUA, Edward J. Ruppelt (o primeiro diretor do Projeto Blue Book), a  avaliação inicial  da Sign (a assim chamada Avaliação da Situação) escrita no final do verão de 1948, concluiu que os discos voadores eram naves reais, que não eram  feitas pela União Soviética ou pelo Estados Unidos e teriam provavelmente origem extraterrestre. Esta hipótese  foi apresentada ao Pentágono, mas depois rejeitada pelo general Hoyt Vandenberg, então chefe de gabinete da USAF, citando a falta de provas físicas. Vandenberg por conseguinte desmantelou o Projeto Sign.
Projeto Sign foi sucedido no final de 1948 pelo Projeto Grudge (em português: "Rancor"), que foi criticado como tendo um mandato desacreditador. Ruppelt se referiu à era do Projeto Grudge como a "Idade Média" da investigação inicial de OVNIs da USAF. O Grudge concluiu que todos os OVNIs eram fenômenos naturais ou outras más interpretações, embora também afirmasse que 23% dos casos reportados não poderiam ser explicados.

## História

### Era do Capitão Ruppelt
De acordo com o Capitão Edward J. Ruppelt, até o final de 1951, vários generais do alto escalão da USAF muito influentes estavam tão insatisfeitos com o estado das investigações da Força Aérea de OVNIs que desmantelaram o Projeto Grudge e o substituíram com o Projeto Blue Book em março de 1952, um desses homens foi o general Charles P. Cabell. Outra importante mudança veio quando o general William Garland se juntou à equipe de Cabell; Garland pensava que o assunto OVNI merecia exame sério porque ele havia sido testemunha de  algo semelhante.
O novo nome, o Projeto Blue Book, foi escolhido para se referir aos cadernos azuis usadas para testes em algumas faculdades e universidades. O nome foi inspirado, disse Ruppelt, pela atenção que oficiais de alta patente estavam dando o novo projeto; era como se o estudo dos OVNIs fosse tão importante quanto um exame final da faculdade. Blue Book também teve um estatuto superior ao  Projeto Grudge, com a criação do Ramo de Fenômeno Aéreo.
Ruppelt foi o primeiro chefe do projeto. Ele era um piloto experiente, tendo sido condecorado por seus esforços com o Army Air Corps durante a Segunda Guerra Mundial e tendo depois ganhado um diploma em aeronáutica. Ele oficialmente cunhou o termo "Unidentified Flying Object"     ( "Objeto Voador Não Identificado"), para substituir os muitos termos ( "pires voador", "disco voador" e assim por diante) que os militares tinham usado anteriormente; Ruppelt pensou que "objeto voador não identificado" era um termo mais neutro e preciso. Ruppelt pediu demissão da Força Aérea alguns anos mais tarde, e escreveu o livro O Relatório sobre Objetos Voadores Não Identificados , que descreveu o estudo dos OVNIs pela Força Aérea dos Estados Unidos de 1947 a 1955. O cientista americano Michael D. Swords escreveu que "Ruppelt conduziu o último esforço genuíno para analisar OVNIs".
Ruppelt implementou uma série de mudanças: ele simplificou a maneira pela qual OVNIs foram relatados a (e por) oficiais militares, em parte na esperança de aliviar o estigma e o ridículo associado com testemunhas de OVNIs. Ruppelt também ordenou o desenvolvimento de um questionário padrão para testemunhas de OVNIs, na esperança de descobrir dados que pudessem  ser sujeitos a análise estatística. Ele encomendou o Battelle Memorial Institute para criar o questionário e informatizar os dados. Usando relatos de casos e os dados informatizados, Battelle, em seguida, realizou um estudo científico e estatístico maciço de todos os casos de OVNI da Força Aérea americana, concluída em 1954 e conhecido como "Projeto Blue Book Relatório Especial N° 14 " (veja o resumo abaixo).
Sabendo que o partidarismo tinha prejudicado o progresso do Projeto Sign, Ruppelt fez o seu melhor para evitar os tipos de especulação aberta que tinham levado  a equipe da Sign a ser dividida entre defensores e críticos da hipótese extraterrestre. Como Michael Hall escreve: "Ruppelt não só levou o trabalho a sério, mas esperava que sua equipe fizesse o mesmo. Se alguém sob o seu comando  se tornou cético demais,  ou muito convencido de uma teoria particular, logo se viu fora do projeto." Em seu livro, Ruppelt relatou que  despediu três dos seus funcionários logo no início do projeto, porque eles eram ou "muito pró" ou "muito contra"  uma hipótese ou outra. Ruppelt procurou o conselho de muitos cientistas e especialistas, e emitiu boletins de imprensa regulares (assim como relatórios mensais classificados para a  inteligência militar).
Cada base da Força Aérea dos EUA tinha um oficial do Blue Book para coletar relatos de OVNIs e encaminhá-los para Ruppelt. Durante a maior parte do mandato de Ruppelt, ele e sua equipe foram autorizados a entrevistar qualquer um dos militares que testemunharam algo anômalo no céu, e não eram obrigados a seguir a hierarquia militar. Esta autorização sem precedentes sublinhou a seriedade da investigação do Blue Book.
Sob a direção de Ruppelt, o Livro Azul investigou um número de casos de OVNIs bem conhecidos, incluindo as chamados Luzes de Lubbock, e um caso amplamente divulgado observado por radar/visual  em 1952 sobre Washington, D.C. De acordo com Jacques Vallee, Ruppelt iniciou a tendência, seguida em grande parte pelas investigações posteriores do Blue Book, de não considerar seriamente os numerosos relatos de aterrissagem de OVNIs e/ou interação com os seus supostos ocupantes.
O astrônomo Dr. J. Allen Hynek foi o consultor científico do projeto, como tinha sido nos Projetos Sign e Grudge. Ele trabalhou para o projeto até o seu término e inicialmente criou a categorização que foi depois ampliada e hoje é conhecida como Close encounters (português: Encontros imediatos) . Ele era um nítido cético quando ele começou, mas disse que seus sentimentos mudaram para um ceticismo mais oscilante durante a pesquisa, depois de encontrar uma minoria de relatos de OVNIs que ele achava que eram inexplicáveis.
O então capitão Ruppelt deixou o Blue Book em fevereiro de 1953, devido a  uma realocação  temporária. Voltou alguns meses depois, para encontrar a sua equipe reduzida de mais  de uma dezena para dois subordinados. Frustrado, Ruppelt sugeriu que uma unidade de Comando de Defesa Aérea (o 4602º Esquadrão do Serviço de Inteligência Aérea) fosse encarregada das investigações sobre OVNIs.[carece de fontes?]

#### Painel Robertson
Em julho de 1952, após um aumento para centenas de avistamentos ao longo dos últimos meses, uma série de detecções de radar coincidentes com avistamentos a olho nu foram observados perto do Aeroporto Nacional Ronald Reagan, em Washington, D.C (ver Incidente de OVNI em Washington de 1952).
Depois de muita publicidade, estes avistamentos levaram a Agência Central de Inteligência (CIA) a estabelecer um painel de cientistas liderados pelo Dr. H. P. Robertson, um físico do Instituto de Tecnologia da Califórnia, que incluía vários físicos, meteorologistas e engenheiros, e um astrônomo (Hynek). O Painel Robertson foi organizado pela primeira vez em 14 de Janeiro de 1953, com o intuito de formular uma resposta ao esmagador interesse público em OVNIs.
Ruppelt, Hynek e outros apresentaram as melhores provas, incluindo filmagens sem edições, que tinham sido recolhidas através do Blue Book. Depois de passar 12 horas revendo 6 anos de dados, o Painel Robertson concluiu que a maioria dos relatos de OVNIs tinha explicações simples, e que tudo poderia ser explicado com uma investigação mais aprofundada, que eles consideraram não valer o esforço.
Em seu relatório final, eles enfatizaram que os relatórios de OVNIs de baixo grau e inverificáveis estavam sobrecarregando os canais da inteligência, com o risco de fazer esquecer uma ameaça convencional genuína para os EUA. Portanto, eles recomendaram que a Força Aérea não enfatizasse o assunto dos OVNIs e embarcasse em um campanha de desmistificação para diminuir o interesse público. Eles sugeriram desengano através da mídia, incluindo a Walt Disney Productions, e usando psicólogos, astrônomos e celebridades para ridicularizar o fenômeno e apresentar explicações simples. Além disso, os grupos civis ufológicos "deveriam ser vigiados por causa de sua potencialmente grande influência sobre o pensamento das massas... A irresponsabilidade aparente e o possível uso de tais grupos para fins subversivos devem ser considerados".
É a conclusão de muitos pesquisadores que o Painel Robertson estava a aconselhar  controlar a opinião pública através de um programa de propaganda oficial e espionagem. Eles também acreditam que essas recomendações ajudaram a moldar a política da Força Aérea estadunidense a respeito do estudo de OVNIs não só imediatamente depois, mas também para o presente. Há evidências de que as recomendações do Painel estavam ainda a ser seguidas pelo menos duas décadas depois de serem emitidas as suas conclusões.
Em dezembro de 1953, o Regulamento Conjunto Exército-Marinha-Força Aérea n° 146 tornou crime para a força militar discutir relatos classificados de OVNIs com pessoas não autorizadas. Infratores podem enfrentar até dois anos de prisão e/ou multas de até US $ 10 000 dólares.[carece de fontes?]

#### Consequência do Painel Robertson
No seu livro (veja links externos), Ruppelt descreveu a desmoralização da equipe do Blue Book e o cancelamento de suas tarefas de investigação após a jurisdição do Painel Robertson.
Como consequência imediata dos aconselhamentos do Painel Robertson, em fevereiro de 1953, a USAF emitiu o Regulamento 200-2, ordenando aos oficiais da base aérea que só discutissem publicamente incidentes de OVNIs  se estes  tivessem sido resolvidos,  e classificassem todos os casos não resolvidos para os manter longe do público. No mesmo mês, as funções de investigação começaram a ser assumidos pelo recém-formado 4602º Esquadrão de Inteligência Aérea (AISS) do Comando de Defesa Aérea. A 4602ª AISS recebeu a tarefa de investigar apenas os casos mais importantes de OVNIs com implicações de inteligência ou segurança nacional. Esses casos foram deliberadamente desviados do Blue Book, deixando este a lidar com os relatórios mais triviais.
O general Nathan Twining, que iniciou o Projeto Sign em 1947, passou a ser chefe de gabinete da Força Aérea americana. Em agosto de 1954, ele deveria reunir ainda mais as responsabilidades da 4602ª AISS, emitindo um Regulamento 200-2 da Força Aérea atualizado. Além disso, OVNIs (UFOs então chamados de "UFOBs") foram definidos como "qualquer objeto transportado pelo ar que, por desempenho, características aerodinâmicas ou aspectos incomuns, não esteja em conformidade com nenhum tipo de aeronave ou míssil atualmente conhecido ou que não possa ser identificado positivamente como um objeto familiar... "A investigação dos OVNIs foi declarada para fins de segurança nacional e para averiguar "aspectos técnicos". O AFR 200-2 afirmou novamente que o Blue Book só poderia discutir casos de OVNIs com a mídia se fossem considerados como tendo uma explicação convencional. Se eles não fossem identificados, a mídia deveria ser informada apenas que a situação estava sendo analisada. A Blue Book também foi condenada a reduzir ao mínimo o número de não identificados.
Todo este trabalho foi feito secretamente. A face pública da investigação oficial da Força Aérea sobre os OVNIs continuou a ser o Livro Azul,  mas a realidade era que tinha sido essencialmente reduzido a fazer muito poucas investigações sérias e tinha-se tornado quase apenas um grupo de relações públicas com um mandato de denegação. Para citar um exemplo, no final de 1956, o número de casos listados como não resolvidos havia caído para apenas 0,4%, abaixo dos 20% para 30% apenas alguns anos antes.
Os investigadores de OVNIs muitas vezes consideram o breve mandato de Ruppelt no Blue Book como o ponto alto das investigações públicas de OVNIs da Força Aérea dos EUA, quando as investigações dos mesmos eram tratadas seriamente e tinham apoio em altos níveis. Posteriormente, o Projeto Blue Book decaiu para uma nova "Idade das Trevas", da qual muitos investigadores destes objetos argumentam que nunca mais emergiu. No entanto, Ruppelt mais tarde "abraçou"  o ponto de vista quanto ao Blue Book de que não havia nada de extraordinário acerca dos OVNIs; ele até rotulou o assunto de "Mito da Era Espacial".

### Era do Capitão Hardin
Em março de 1954, o capitão Charles Hardin foi nomeado chefe do Blue Book; no entanto, o 4602° conduziu a maioria das investigações sobre OVNIs e Hardin não se opôs. Ruppelt escreveu que Hardin "acha que qualquer um que esteja interessado [em OVNIs] é louco. Eles o aborrecem".
Em 1955, a USAF decidiu que o objetivo do Blue Book não deveria ser investigar relatórios de OVNIs, mas minimizar o número de relatórios de não identificados. No final de 1956, o número de avistamentos não identificados havia caído de 20 a 25% da era de Ruppelt para menos de 1%.

### Era do Capitão Gregory
O capitão George T. Gregory assumiu o cargo de diretor do Blue Book em 1956. Clark escreve que Gregory liderou o Blue Book "em uma direção anti-OVNI ainda mais firme que o apático Hardin". O 4602° foi dissolvido e o 1066° Esquadrão do Serviço de Inteligência Aérea foi encarregado de investigações de OVNIs.
De fato, houve  pouca ou nenhuma investigação dos relatórios de OVNIs; uma revisada no regulamento AFR 200-2 foi emitida durante o mandato de Gregory, enfatizando que os relatórios inexplicáveis de OVNIs deveriam ser reduzidos ao mínimo.
Uma das maneiras pelas quais Gregory reduziu o número de OVNIs inexplicáveis foi pela simples reclassificação. Os "casos possíveis" se tornaram "prováveis" e os casos "prováveis" foram atualizados para convictos. Por essa lógica, um possível cometa se tornou um provável cometa, enquanto um provável cometa foi declarado categoricamente como sendo um cometa mal identificado. Da mesma forma, se uma testemunha relatou uma observação de um objeto incomum semelhante a um balão, o Blue Book geralmente o classificou como um balão, sem pesquisa e sem qualificação. Esses procedimentos se tornaram padrão para a maioria das investigações posteriores do Blue Book; veja os comentários de Hynek abaixo.

### Era do Major Friend
O major e posteriormente tenente-coronel Robert J. Friend foi nomeado chefe do Blue Book em 1958. Friend fez algumas tentativas de reverter o caminho que o Blue Book havia tomado desde 1954. Clark escreve que "os esforços de Friend para atualizar os arquivos e catalogar os avistamentos de acordo com várias estatísticas observadas foram frustradas pela falta de financiamento e assistência".
Atento aos esforços de Friend, Hynek organizou a primeira de várias reuniões entre funcionários do Blue Book e da ATIC (Air Technical Intelligence Center) em 1959. Hynek sugeriu que alguns relatos mais antigos de OVNIs fossem reavaliados, com o objetivo claro de movê-los da categoria "desconhecido" para a "identificado". Os planos de Hynek não trouxeram resultados.
Durante o mandato de Friend, a ATIC pensou em passar a supervisão do Blue Book para outra agência da Força Aérea, mas nem o Centro de Pesquisa e Desenvolvimento Aéreo, nem o Escritório de Informações da Secretaria da Força Aérea estavam interessados.
Em 1960, houve audiências no Congresso dos EUA sobre OVNIs. O grupo de pesquisa civil ufológica NICAP havia acusado publicamente o Blue Book de encobrir evidências de OVNIs e também adquiriu alguns aliados no Congresso americano. O Blue Book foi investigado pelo Congresso e pela CIA, com críticos - principalmente o grupo civil NICAP, afirmando que o Blue Book era deficiente como estudo científico. Em resposta, a ATIC adicionou uma equipe (aumentando o total de oficiais para três militares, além de secretários civis) e aumentou o orçamento do projeto. Isso pareceu apaziguar alguns dos críticos do Blue Book, mas apenas temporariamente. Alguns anos depois (veja abaixo), as críticas seriam ainda mais fortes.

### Era do Major Quintanilla
O major Hector Quintanilla assumiu o cargo de líder do Blue Book em agosto de 1963. Ele continuou em grande parte os esforços de abnegar tais incidentes reportados, e foi sob sua direção que o Blue Book recebeu algumas de suas críticas mais severas. O pesquisador de OVNIs, Jerome Clark chega ao ponto de escrever que, a essa altura, o Blue Book havia "perdido toda a credibilidade".
O físico e pesquisador de ufologia Dr. James E. McDonald declarou certa vez que Quintanilla "não era competente" nem do ponto de vista científico nem do investigativo, embora ele também enfatizasse que Quintanilla "não deveria ser responsabilizado por isso", visto que ele foi escolhido para o seu cargo por um oficial superior e seguia ordens na direção do Blue Book.
As explicações do Blue Book quanto ao relatórios de objetos voadores não foram universalmente aceitas, no entanto, e críticos - incluindo alguns cientistas - sugeriram que o Projeto Blue Book realizara pesquisas questionáveis ou, pior, estava cometendo encobrimento. Essa crítica cresceu fortemente e de modo generalizada especialmente na década de 1960.
Tomemos, por exemplo, os muitos relatórios de OVNIs noturnos, principalmente do Meio-Oeste e sudeste dos Estados Unidos, no verão de 1965: Testemunhas de Jeová no Texas relataram "luzes multicoloridas" e grandes objetos aéreos em forma de ovos ou diamantes. A Patrulha Rodoviária de Oklahoma relatou que a Base da Força Aérea de Tinker (perto de Oklahoma City) havia rastreado quatro OVNIs simultaneamente, e que vários deles haviam descido muito rapidamente: de 22 000 pés a cerca de 4 000 pés em apenas alguns segundos, uma ação muito além das capacidades das aeronaves convencionais da época. John Shockley, meteorologista de Wichita, Kansas, relatou que, usando o radar estadual do serviço meteorológico, ele rastreou vários objetos aéreos estranhos que voavam em altitudes entre 6 000 e 9 000 pés. Esses e outros relatos receberam ampla divulgação.
O projeto oficialmente determinou que as testemunhas confundiram Júpiter ou estrelas brilhantes (como Rigel ou Betelgeuse) por outra coisa. A explicação do Blue Book foi amplamente criticada como imprecisa. Robert Riser, diretor do Planetário da Fundação de Ciência e Arte de Oklahoma, criticou fortemente o Projeto Blue Book: "Isso está o mais longe possível da verdade. Essas estrelas e planetas estão do lado oposto da Terra a partir de Oklahoma City nesta época do ano. A Força Aérea deve ter encontrado sua estrela de cabeça para baixo em agosto".
Um editorial de jornal Richmond News Leader opinou que "as tentativas de descartar os avistamentos relatados sob a justificativa exibida pelo Project Bluebook  não resolverão o mistério ... e servirão apenas para aumentar a suspeita de que há algo lá fora que a Força Aérea não quer que tenhamos conhecimento", enquanto um repórter da agência de notícias UPI sediado em Wichita observou que "um radar comum não captura planetas e estrelas".
Outro caso que os críticos do Blue Book se prenderam foi a chamada Caça ao OVNI no condado de Portage, que começou por volta das 5 horas da manhã, perto de Ravenna, Ohio, em 17 de abril de 1966. Os policiais Dale Spaur e Wilbur Neff viram o que eles descreveram como um objeto prateado, em forma de disco,de 10 a 13 metros de diâmetro na base,  com uma luz brilhante como o dia,  que emanava de sua parte inferior, a cerca de 300 metros de altitude. Eles começaram a seguir o objeto (que eles relataram às vezes descer até 15 metros), e policiais de várias outras jurisdições estavam envolvidos na perseguição. A caçada terminou cerca de 30 minutos depois, perto de Freedom, Pensilvânia, a 137 quilômetros de distância.
A caça ao OVNI garantiu manchetes nacionais e a polícia enviou relatórios detalhados ao Blue Book. Cinco dias depois, após breves e agitadas entrevistas com apenas um dos policiais, Dale Spaur (e nenhuma das outras testemunhas), o diretor do Blue Book, major Hector Quintanilla, anunciou suas conclusões: os policiais (um deles artilheiro da Força Aérea durante a Guerra da Coréia) tinham perseguido primeiro um satélite de comunicações, depois o planeta Vênus.
Essa conclusão foi amplamente ridicularizada e os policiais a rejeitaram com veemência. Em sua conclusão dissidente, Hynek descreveu as conclusões do Blue Book como absurdas: em seus relatórios, vários policiais descreveram a Lua, Vênus e um OVNI, apesar de, sem o saberem, descreverem Vênus como uma "estrela" brilhante que estava muito perto da lua. O congressista de Ohio, William Stanton disse que "a Força Aérea sofreu uma grande perda de prestígio nesta comunidade ... Uma vez que as pessoas encarregadas do bem-estar público já não pensam  que as pessoas podem lidar com a verdade, as pessoas, em troca, não mais confiarão no governo". Apesar de tudo isto, as consequências foram terríveis para Dale Spaur: humilhado e exposto ao ridículo como o "tontinho" que tinha perseguido um satélite e Vénus, acabou por perder o emprego e divorciar-se, findando na pobreza e a viver de biscates.
Em setembro de 1968, Hynek recebeu uma carta do coronel Raymond Sleeper da Divisão de Tecnologia Externa. Sleeper observou que Hynek havia acusado publicamente o Blue Book de ciência de má qualidade e, além disso, pediu a Hynek que oferecesse conselhos sobre como o Blue Book poderia melhorar seus métodos científicos. Hynek declararia mais tarde que a carta de Sleeper foi "a primeira vez em meus 20 anos de parceria com a Força Aérea como consultor científico que me pediram oficialmente críticas e conselhos [a respeito] ... da questão OVNI".
Hynek escreveu uma resposta detalhada, datada de 7 de outubro de 1968, sugerindo várias áreas em que o Blue Book poderia melhorar. Em parte, ele escreveu:
- ... nenhuma das duas missões do Blue Book [determinando se os OVNIs são uma ameaça à segurança nacional e usando dados científicos coletados pelo Blue Book] estão sendo executadas adequadamente.
- A equipe do Blue Book, tanto em número quanto em treinamento científico, é extremamente inadequada...
- O Blue Book sofre... por ser um sistema fechado... praticamente não existe diálogo científico entre o Blue Book e o mundo científico externo...
- Os métodos estatísticos empregados pelo Blue Book são nada menos que um absurdo.
- Houve uma falta de atenção a casos significativos de OVNIs ... e muito tempo gasto em casos rotineiros ... e em tarefas periféricas de relações públicas. A concentração poderia estar em dois ou três casos significativos potencialmente científicos por mês [em vez de serem] espalhados por 40 a 70 casos por mês.
- As informações fornecidas ao Blue Book são flagrantemente inadequadas. Uma carga inviável é colocada no Blue Book pela falha quase consistente dos oficiais de OVNIs nas bases aéreas locais em transmitir informações adequadas...
- A atitude e abordagem básica do Blue Book é ilógica e não científicas.
- Foi feito um uso inadequado do consultor científico do projecto [o próprio Hynek]. Somente os casos que o monitor do projeto julga valiosos são trazidos à sua atenção. Seu âmbito de operação... foi constantemente frustrado... Muitas vezes ele aprende casos interessantes apenas um mês ou dois após o recebimento do relatório no Blue Book.[27]

Apesar do pedido de revisão de Sleeper, nenhum dos comentários de Hynek resultou em mudanças substanciais no projeto.
A própria perspectiva de Quintanilla sobre o projeto está documentada em seu manuscrito "OVNIs, um dilema da Força Aérea". O tenente-coronel Quintanilla escreveu o manuscrito em 1975, mas não foi publicado até sua morte em 1998. O autor afirma no texto que ele pessoalmente considerava arrogante pensar que os seres humanos eram a única vida inteligente no universo. No entanto, embora ele achasse altamente provável que existisse vida inteligente além da Terra, ele não tinha provas concretas de visitas extra-terrestres.

### Audiência no Congresso
Em 1966, uma série de avistamentos de OVNIs em Massachusetts e New Hampshire provocou uma audiência no Congresso dos Estados Unidos pelo Comitê de Serviços Armados da Câmara Federal. De acordo com anexos à audiência, a Força Aérea declarou inicialmente que os avistamentos eram o resultado de um exercício de treinamento ocorrendo na área. Mas o NICAP, o Comitê Nacional de Investigações sobre Fenômenos Aéreos, informou que não havia registro de um avião voando no momento em que os avistamentos ocorreram. Outro relato alegou que o OVNI era na verdade uma faixa voando que exibia um anúncio de gasolina. Raymond Fowler (do NICAP) acrescentou suas próprias entrevistas com as pessoas locais que viram oficiais da Força Aérea confiscando jornais com a história de OVNIs e dizendo-lhes para não relatar o que haviam visto. Dois policiais que testemunharam os OVNIs, Eugene Bertrand e David Hunt, escreveram uma carta ao Major Quintanilla afirmando que eles sentiam que suas reputações foram destruídas pela Força Aérea. "Era impossível confundir o que vimos durante qualquer tipo de operação militar, independentemente da altitude", escreveram os oficiais irritados, acrescentando que não havia como ter sido um balão ou helicóptero. Segundo o secretário Harold Brown, da USAF, o Blue Book consistia em três etapas: investigação, análise e distribuição de informações coletadas às partes interessadas.Referência insuficiente Depois que Brown deu permissão, a imprensa foi convidada para a audiência.Referência insuficiente Na época da audiência, o Blue Book havia identificado e explicado 95% dos avistamentos de OVNIs relatados. Nada disso era algo extraterrestre ou uma ameaça à segurança nacional. O próprio Brown proclamou: "não conheço ninguém com posição científica ou executiva com um conhecimento detalhado disso em nossa organização que acredita que eles vieram de origens extraterrestres".Referência insuficiente

### Comitê Condon
As críticas ao Blue Book continuaram a crescer em meados da década de 1960. Os membros do NICAP aumentaram para cerca de 15.000, e o grupo acusou o governo dos EUA de encobrir as evidências de OVNIs.
Após as audiências no Congresso dos EUA, o Comitê Condon foi estabelecido em 1966, ostensivamente como um órgão de pesquisa científica neutro. No entanto, o Comitê ficou envolvido em controvérsias, com alguns membros acusando o diretor Edward U. Condon de preconceito, e os críticos questionaram a validade e o rigor científico do Relatório Condon. Cético quanto a tais objetos, Condon disse que "era improvável, mas não impossível" a explicação extraterrestre.[ligação inativa] O estudo foi sediado na Universidade do Colorado em Boulder e custou para USAF no início US $ 313 000 dólares, o contrato inicial da pesquisa era de 15 meses.
No final, o Comitê Condon sugeriu que não havia nada de extraordinário nos OVNIs e, embora tenha deixado uma minoria (30%) de casos inexplicáveis, o relatório também argumentou que pesquisas futuras provavelmente não produziriam resultados significativos.

### Encerramento
Em resposta às conclusões do Comitê Condon, o então secretário da Força Aérea americana, Robert C. Seamans Jr. anunciou que o Blue Book seria fechado em breve, porque mais financiamentos "não podem ser justificados nem por razões de segurança nacional nem pelo interesse da ciência." O último dia publicamente reconhecido das operações do Blue Book foi em 17 de dezembro de 1969. No entanto, o pesquisador Brad Sparks, citando pesquisas da edição de maio de 1970 da revista UFO Investigator da NICAP, relata que o último dia de atividades do projeto foi na verdade em 30 de janeiro de 1970. Segundo Sparks, os oficiais da USAF queriam impedir que a reação da Força Aérea à questão OVNI se sobrepusesse a uma quarta década e, assim, alteraram a data do fecho do Blue Book nos arquivos oficiais.
As pastas do projeto foram levadas para os Arquivos da Força Aérea, na  Base Aérea de Maxwell, no Alabama. O major David Shea alegaria mais tarde que o local foi escolhido porque era "acessível, mas não muito convidativo".
Em última análise, o Projeto Blue Book afirmou que os avistamentos de OVNIs foram gerados como resultado de:
- Uma forma branda de histeria em massa[47][48]
- Indivíduos que fabricaram relatos para perpetrar uma farsa ou buscar exposição[49]
- Pessoas com psicopatologias[50]
- Identificação incorreta de vários objetos convencionais (categorizado como IEM por Ludwig Wittgenstein e assim utilizado nos relatórios)[51][52]

Em abril de 2003, a USAF indicou publicamente que não havia planos imediatos para restabelecer nenhum programa governamental oficial de estudo sobre OVNIs. No entanto, em dezembro de 2017, foi divulgado que um novo estudo secreto de OVNI intitulado Programa Avançado de Identificação de Ameaças à Aviação (AATIP) fora financiado em mais de 20 milhões de dólares por ano, de 2007 a 2012.

## Antiga declaração oficial
Abaixo está a declaração oficial da Força Aérea dos Estados Unidos sobre OVNIs, conforme observado no informe da USAF 95-03:
De 1947 a 1969, a Força Aérea investigou Objetos Voadores Não Identificados no Projeto Blue Book. O projeto, sediado na Base da Força Aérea de Wright-Patterson, Ohio, foi encerrado em 17 de dezembro de 1969. De um total de 12.618 avistamentos relatados ao Projeto Blue Book, 701 permaneceram "não identificados".

A decisão de interromper as investigações de OVNIs foi baseada na avaliação de um relatório preparado pela Universidade do Colorado, intitulado "Estudo Científico de Objetos Voadores Não Identificados"; uma revisão do relatório da Universidade do Colorado pela Academia Nacional de Ciências; estudos anteriores sobre OVNIs e experiência da Força Aérea na investigação de relatórios sobre OVNIs durante 1940 a 1969.
Como resultado dessas investigações, estudos e experiências adquiridos com a investigação de relatórios de OVNIs desde 1948, as conclusões do Projeto Blue Book foram:
1. Nenhum OVNI relatado, investigado e avaliado pela Força Aérea jamais deu qualquer indicação de ameaça à segurança nacional.
2. Não houve nenhuma evidência submetida ou descoberta pela Força Aérea de que os avistamentos classificados como "não identificados" representem desenvolvimentos ou princípios tecnológicos além do alcance do conhecimento científico moderno.
3. Não há evidências indicando que os avistamentos classificados como "não identificados" são veículos extraterrestres. (...)

### Pós-Blue Book
Um memorando da Força Aérea (divulgado ao abrigo da Lei da Liberdade de Informação) de 20 de outubro de 1969 e assinado pelo Brigadeiro-General Carroll H. Bolander afirma que, mesmo após a dissolução do Blue Book, "os relatórios de OVNIs" ainda "continuariam" sendo tratados através do procedimento padrão da Força Aérea projetado para essa finalidade". Além disso, escreveu Bolander: "Relatos de objetos voadores não identificados que poderiam afetar a segurança nacional... não fazem parte do sistema do Blue Book". Até ao momento, esses outros canais, agências ou grupos de investigação são desconhecidos.
Adicionalmente, Howard Blum reporta que os pedidos da Lei da Liberdade de Informação mostram que a Força Aérea dos EUA continuou a catalogar e rastrear avistamentos de OVNIs, particularmente uma série de dezenas de encontros de OVNIs desde o final da década de 1960 até meados da década de 1970 que ocorreram em instalações militares dos EUA com armas nucleares. Blum escreve que alguns desses documentos oficiais se diferenciam  drasticamente da redação normalmente seca e burocrática da documentação do governo, tornando óbvio a sensação de "terror" que esses incidentes de OVNIs inspiraram em muitos da equipe da USAF.

## Relatório Especial n°14
No final de dezembro de 1951, Ruppelt se reuniu com membros do Battelle Memorial Institute, um think tank sediado em Columbus, Ohio. Ruppelt queria que os seus especialistas os ajudassem a tornar o estudo ufológico da Força Aérea dos EUA mais científico. Foi o Instituto Battelle que elaborou o formulário de relatório padronizado. A partir do final de março de 1952, o Instituto começou a analisar os relatórios de observação existentes e a codificar cerca de 30 características dos relatos  em cartões perfurados da IBM para análise computacional.
O Relatório Especial nº 14 do Projeto Blue Book  (Special Report No. 14 Analysis of Reports of Unidentified Aerial Objects Project No. 10073 - 5 May 1955) foi a sua análise estatística massiva dos casos do Blue Book (ver ligações externas), pelo que se tem conhecimento, cerca de 3200 quando o relatório foi concluído em 1954, depois de Ruppelt ter deixado a investigação. Ainda hoje, ele representa o maior estudo do género já realizado. Battelle empregou quatro analistas científicos, que procuraram dividir os casos em "conhecidos", "desconhecidos" e uma terceira categoria de "informações insuficientes". Eles também dividiram "conhecidos" e "desconhecidos" em quatro categorias de qualidade, de excelente a ruim. Por exemplo, casos considerados excelentes normalmente envolvem testemunhas experientes, como pilotos de avião ou militares treinados, várias testemunhas, evidências corroboradas, como comunicação por radar ou fotografias, etc. Para que um caso seja considerado "conhecido", apenas dois analistas tiveram concordar independentemente em uma solução. No entanto, para um caso ser chamado de "desconhecido", todos os quatro analistas tiveram que concordar. Assim, o critério para um "desconhecido" era bastante rigoroso.
Além disso, os avistamentos foram divididos em seis características diferentes - cor, número, duração da observação, brilho, forma e velocidade - e a seguir  essas características foram comparadas entre "conhecidos" e "desconhecidos" para descobrir se havia uma diferença estatisticamente significativa.
Os principais resultados da análise estatística foram:
- Cerca de 69% dos casos foram julgados conhecidos ou identificados (38% foram considerados conclusivamente identificados, enquanto 31% ainda eram "duvidosos"); cerca de 9% caíram em informações insuficientes. Cerca de 22% foram considerados "desconhecidos", abaixo dos 28% anteriores dos estudos da USAF.
- Na categoria de conhecidos, 86% dos casos eram aeronaves, balões ou tinham explicações astronômicas. Apenas 1,5% de todos os casos foram considerados psicológicos ou "lunáticos". Uma categoria "miscelânia" compreendeu 8% de todos os casos e incluiu possíveis embustes.
- Quanto melhor  a qualidade do caso, maior a probabilidade de ele ser classificado como desconhecido. 35% dos casos excelentes foram considerados desconhecidos, em oposição a apenas 18% dos casos mais pobres.

Apesar disso, a seção de resumo do relatório final do Instituto Battelle declarou que era "altamente improvável que qualquer um dos relatórios de objetos aéreos não identificados ... representasse observações de desenvolvimentos tecnológicos fora do alcance do conhecimento atual". Vários pesquisadores, incluindo o Dr. Bruce Maccabee, que revisou extensivamente os dados, notaram que as conclusões dos analistas geralmente estavam em desacordo com seus próprios resultados estatísticos, exibidos em 240 gráficos, tabelas, gráficos e mapas. Alguns conjeturam que os analistas podem simplesmente ter tido problemas em aceitar seus próprios resultados ou podem ter escrito as conclusões de modo a  satisfazer o novo clima político dentro do Blue Book após o Painel Robertson.[carece de fontes?]
Quando a Força Aérea americana finalmente tornou público o Relatório Especial nº 14 em outubro de 1955, foi alegado que o relatório provava cientificamente que OVNIs não existiam. Os críticos desta alegação observam que o relatório realmente provou que os "desconhecidos" eram distintamente diferentes dos "conhecidos" em um nível de significância estatística muito alto. A Força Aérea também afirmou incorretamente que apenas 3% dos casos estudados eram desconhecidos, em vez dos 22% constados. Alegaram ainda que os alegados 3% restantes provavelmente desapareceriam se houvesse dados mais completos. Os críticos argumentam que isso ignorou o fato de que os analistas já haviam jogado esses casos na categoria de "informação insuficiente", enquanto que "conhecidos" e "desconhecidos" eram considerados como tendo informações suficientes para tomar uma decisão. Além disso,  os "desconhecidos" tendiam a representar os casos de maior qualidade, por exemplo os relatórios que já tinham melhores informações e testemunhas.[carece de fontes?]
O resultado do grande estudo do BMI encontrou eco num relatório francês do GEIPAN de 1979, que afirmava que cerca de um quarto dos mais de 1.600 casos de OVNIs estudados rigorosamente desafiavam as explicações, afirmando, em parte, "Esses casos... representam uma questão real". Quando o sucessor do GEIPAN, o SEPRA, foi encerrado em 2004, 5800 casos foram analisados e a porcentagem de "desconhecidos inexplicáveis" caiu para cerca de 14%. O chefe do SEPRA, Dr. Jean-Jacques Velasco, achou as evidências de origens extraterrestres tão convincentes nesses desconhecidos restantes que ele escreveu um livro sobre isso em 2005.[carece de fontes?]

## Críticas de Hynek
Hynek era um membro participante do Painel Robertson, que recomendava que os OVNIs precisavam de  ser desmascarados. Alguns anos depois, no entanto, as opiniões de Hynek sobre os OVNIs mudaram, e ele achou que eles representavam um mistério não resolvido que merecia uma investigação científica minuciosa. Como o único cientista envolvido com os estudos ufológicos do governo dos EUA do começo ao fim, ele poderia oferecer uma perspectiva única sobre os Projeto Sign, Grudge e Blue Book.
Depois do que ele descreveu como um começo promissor com potencial para pesquisas científicas, Hynek ficou cada vez mais desiludido com o Blue Book durante seu mandato no projeto,  apontando indiferença, incompetência e pesquisas de má qualidade por parte do pessoal da Força Aérea. Hynek observou que, durante a sua existência, os críticos apelidaram o projeto de "A Sociedade para a Explicação dos Não Investigados".
O Blue Book era chefiado por Ruppelt, depois pelo capitão Hardin, capitão Gregory, Major Friend e, por último, o major Hector Quintanilla. Hynek só tinha palavras amáveis para Ruppelt e Friend. Sobre Ruppelt, ele escreveu: "Nos meus contatos com ele, achei que ele era honesto e seriamente intrigado com todo o fenômeno. De Friend, ele escreveu: "De todos os oficiais com quem trabalhei no Blue Book, o Coronel Friend ganhou meu respeito. Quaisquer que fossem as opiniões particulares que ele tivesse, ele era um realista total e prático, e estando colocado onde podia analisar o painel de resultados, reconheceu as limitações de seu serviço, mas se comportou com dignidade e uma total falta da arrogância que caracterizou vários dos outros chefes do Blue Book ".
Hynek tinha,  em especial,  pouca consideração por Quintanilla: "O método de Quintanilla era simples: desconsiderar qualquer evidência que fosse contrária a sua hipótese". Hynek escreveu que, durante o mandato do major Hector Quintanilla como diretor do Blue Book, "a bandeira da escola do absurdo total estava voando o mais alto no mastro". Hynek relatou que o sargento David Moody, um dos subordinados de Quintanilla, "resumiu o método de condenação- antes- do-julgamento. Tudo o que ele não entendia ou não gostava foi imediatamente colocado na categoria psicológica, que significava "lunático".[carece de fontes?]
Hynek relatou encontros desagradáveis com Moody quando este se recusou a investigar minuciosamente avistamentos de OVNIs, descrevendo Moody como "o mestre do possível: possível balão, possíveis aeronaves, possíveis pássaros, que então se tornavam, pelo seu próprio punho,  o provável (e eu discuti furiosamente com ele às vezes)".[carece de fontes?]

## Cultura popular

### Project U.F.O.
O Projeto Blue Book foi a inspiração para um programa de TV de 1978-1979, o Project U.F.O. (conhecido como Projeto Blue Book mesmo em alguns países), que supostamente se baseava nos casos investigados pela USAF. No entanto, o programa frequentemente foi contra as conclusões reais do projeto, sugerindo em muitas ocasiões que alguns avistamentos eram extraterrestres reais.

### Twin Peaks
O Projeto Blue Book teve um papel importante na segunda temporada de Twin Peaks, uma série de TV exibida em 1990-1991. O major Garland Briggs, um oficial da Força Aérea que trabalhou no programa, aborda o protagonista Dale Cooper e revela que o nome de Cooper apareceu em uma transmissão de rádio sem sentido, interceptada pela Força Aérea, que inexplicavelmente se originou nos bosques ao redor da cidade de Twin Peaks. À medida que a temporada avança, é revelado que a fonte da transmissão é o reino transdimensional da Loja Negra, habitado por seres que se alimentam das emoções humanas da dor e do sofrimento; eventualmente, Briggs trabalhou com o rival do Cooper no Projeto Blue Book, o Windom Earle, um agente corrupto do FBI e os dois homens aparentemente descobriram evidências da Loja durante o tempo em que estavam em seu trabalho.

### Galactica 1980
Todo episódio da série original de Galactica 1980, spin-off da Battlestar Galactica coloca nos créditos uma breve declaração sobre as descobertas do Projeto Blue Book concluído em 1969 pela Força Aérea dos EUA de que os OVNIs não foram comprovados e que "não são uma ameaça à segurança nacional".

### Project Blue Book (2019)
Projeto Blue Book é a inspiração para a série de drama com o mesmo nome: Project Blue Book que começou a ser exibido no History Channel em janeiro de 2019. No Brasil estreou em agosto do mesmo ano com o título em transcrição literal "Projeto Livro Azul", porém em Portugal o programa não é exibido até o momento. Na série que mistura realidade e ficção, o astrônomo J. Allen Hynek é interpretado por Aidan Gillen que começa a mudar a sua opinião sobre objetos voadores e se torna mais convicto quanto a sua existência e que um estudo mais aprimorado era necessário, no entanto na vida real os desdobramentos eram muito menos fantasiosos.